# Kurt Werner (Unternehmer)
Kurt Werner (* 21. September 1925 in Frankfurt am Main; † 24. Juni 2005 in Darmstadt) war ein deutscher Unternehmer in der Druckmaschinenindustrie.

## Leben
Kurt Werner war der Sohn des Kaufmanns Carl Werner (1890–1948), Großkaufmann in Frankfurt/M., und der Mathilde Werner geb. Köhler (1884–1949). Die Mutter von Kurt Werner war die Schwester des Darmstädter Unternehmers Wilhelm Köhler. Das Abitur hatte Kurt Werner am Ludwig-Georgs-Gymnasium in Darmstadt abgelegt. Danach studierte er in Frankfurt und Heidelberg Wirtschafts- und Staatswissenschaften. Dort promovierte er 1947 zum Dr. rer. pol. der Wirtschafts- und Sozialwissenschaften.
Nach der Promotion begann er in der Revisionsabteilung der HEAG AG in Darmstadt, bevor er 1949 zur 1851 gegründeten Druckmaschinenfabrik Goebel wechselte, die von seinem Onkel und Ziehvater (Werner wuchs vaterlos auf) Wilhelm Köhler seit 1928 geleitet wurde. Bei Goebel nahm er unterschiedliche Funktionen wahr. Bereits 1957 gehörte er der Geschäftsleitung an und wurde 1958 zum stellvertretenden Geschäftsführer bestellt. 1963 wurde Werner zum ordentlichen Geschäftsführer der Firma Goebel GmbH ernannt und ab 1970 übernahm er dann den Vorsitz in der Geschäftsführung. Diese Funktion hatte er bis zur Vollendung des 65. Lebensjahres im Jahre 1990 inne. Danach nahm er die Funktion des Vorsitzes in der Gesellschaftsversammlung und im Aufsichtsrat wahr.
Bereits 1958 wählte ihn die Fachgemeinschaft Druck- und Papiermaschinen im Verein Deutscher Maschinenbau-Anstalten e. V. (VDMA) zu deren Vorsitzenden. Ab 1967 war er im Vorstand des VDMA; 1968 wurde er deren Vizepräsident. Von 1970 bis 1974 war Kurt Werner Präsident der IHK Darmstadt. Danach war er bis 1977 Präsident des VDMA. Von 1984 bis 1995 war er Vorsitzender des Außenwirtschaftsrates beim Bundesministerium für Wirtschaft. Dr. Werner war Träger der Friedrich-Koenig-Medaille der 1955 gegründeten Forschungsgesellschaft Druckmaschinen (Sitz in Frankfurt am Main), die zum VDMA gehört. Von 1972 bis 1990 war er ehrenamtlicher Präsident der drupa, der weltgrößten Fachmesse dieses Industriezweigs.
Ehrenamtlich war Dr. Kurt Werner aktiv als Vorsitzender des Vorstands der Vereinigung von Freunden der Technischen Universität zu Darmstadt (1981–1995) und als Mitglied des Kuratoriums der Deutschen Akademie für Sprache und Dichtung in Darmstadt (ab 1975). Werner war Ehrenmitglied des Vereins Deutscher Druckingenieure.
Kurt Werner war mit Lilo Werner geb. Zander, Tochter des Kaufmanns Paul Herbert Zander aus Wiesbaden, verheiratet. Die Ehe blieb kinderlos. Das Vermögen des Ehepaares wurde in die Kurt- und Lilo-Werner RC Darmstadt-Stiftung eingebracht.

## Ehrungen
- 1974: Johann-Heinrich-Merck-Ehrung der Stadt Darmstadt.
- 1974: Verleihung der Friedrich-Koenig-Medaille der Forschungsgesellschaft Druckmaschinen e. V.
- 1975: Bundesverdienstkreuz in der Stufe des Verdienstkreuzes Erster Klasse
- 1979: verleiht ihm der Fachbereich Maschinenbau der TH Darmstadt den Dr. Ing. e. h.
- 1981: Bundesverdienstkreuz in der Stufe des Großen Verdienstkreuzes
- 1985: Ritter der Ehrenlegion der Republik Frankreich
- 1987: Ehrenmitglied des Vereins der Zellstoff- und Papier-Chemiker und -Ingenieure
- 1988: Rudolf-Ullstein-Preis des Deutschen Druckgewerbes
- 1989: Bundesverdienstkreuz in der Stufe des Großen Verdienstkreuzes mit Stern[1]
- Silberne Verdienstmedaille der Stadt Darmstadt
- Bernhard-Weiss-Plakette des VDMA